# 吃磴遊戲
吃磴遊戲（英語：Trick Taking Games），是牌類遊戲玩法的一類型，指牌有大小之分，每方輪流從手牌出一張牌，必須出與引牌同花色的牌，出最大者穫得該磴牌並後成為下次的引牌者，持續進行到手牌出完，以獲得最多墩者、最多分數為勝。
各國都有這類型的牌戲，如橋牌、法國塔羅牌等。